# Travis Morin
Pour les articles homonymes, voir Morin.
Travis Morin (né le 9 janvier 1984 à Brooklyn Park dans l'État du Minnesota aux États-Unis) est un joueur professionnel américain de hockey sur glace. Il évolue au poste de centre.

## Biographie
Il est repêché par les Capitals de Washington au neuvième tour, 263e rang, lors du repêchage d'entrée dans la LNH 2004 après avoir compléter une saison avec les Mavericks de l'Université d'État du Minnesota à Mankato. Après avoir joué quatre saisons à l'université, il devient professionnel vers la fin de la saison 2006-2007. 
Durant les saisons suivantes, il joue majoritairement dans l'ECHL pour les Stingrays de la Caroline du Sud, mais fait aussi quelques passages avec les Bears de Hershey dans la LAH, qui sont des équipes affiliées aux Capitals. En 2009, il rejoint les Stars du Texas. Une performance de 52 points en saison régulière en plus d'aider l'équipe à se rendre jusqu'en finale de la Coupe Calder permettent à Morin de signer un contrat de la LNH avec les Stars de Dallas.
Il fait ses débuts dans la LNH avec Dallas en 2010-2011 et prend part à 3 parties, mais passe la majorité de la saison avec leur filiale dans la LAH. 
La saison 2013-2014 est couronnée de succès pour Morin dans la LAH ; il réalise 88 points, dont 32 buts et 56 aides, qui lui font remporter le trophée John-B.-Sollenberger du meilleur pointeur de la ligue et le trophée Les-Cunningham du meilleur joueur (MVP) de la ligue. Il remporte la Coupe Calder avec les Stars et remporte le trophée Jack-A.-Butterfield du joueur par excellence en séries éliminatoires après une contribution de 22 points en 21 parties élimininatoires.

## Statistiques

### En club
| Saison     | Équipe                                   | Ligue      |    | Saison régulière | Saison régulière | Saison régulière | Saison régulière | Saison régulière |    | Séries éliminatoires | Séries éliminatoires | Séries éliminatoires | Séries éliminatoires | Séries éliminatoires |
| Saison     | Équipe                                   | Ligue      | PJ | B                | A                | Pts              | Pun              | PJ               | B  | A                    | Pts                  | Pun                  |                      |                      |
| 2001-2002  | Steel de Chicago                         | USHL       | 20 | 5                | 8                | 13               | 0                | 4                | 0  | 0                    | 0                    | 2                    |                      |                      |
| 2002-2003  | Steel de Chicago                         | USHL       | 60 | 21               | 26               | 47               | 46               | -                | -  | -                    | -                    | -                    |                      |                      |
| 2003-2004  | Université d'État du Minnesota (Mankato) | WCHA       | 38 | 9                | 12               | 21               | 14               | -                | -  | -                    | -                    | -                    |                      |                      |
| 2004-2005  | Université d'État du Minnesota (Mankato) | WCHA       | 36 | 12               | 19               | 31               | 20               | -                | -  | -                    | -                    | -                    |                      |                      |
| 2005-2006  | Université d'État du Minnesota (Mankato) | WCHA       | 39 | 20               | 22               | 42               | 16               | -                | -  | -                    | -                    | -                    |                      |                      |
| 2006-2007  | Université d'État du Minnesota (Mankato) | WCHA       | 38 | 17               | 22               | 39               | 34               | -                | -  | -                    | -                    | -                    |                      |                      |
| 2006-2007  | Stingrays de la Caroline du Sud          | ECHL       | 8  | 2                | 1                | 3                | 0                | -                | -  | -                    | -                    | -                    |                      |                      |
| 2007-2008  | Stingrays de la Caroline du Sud          | ECHL       | 68 | 34               | 50               | 84               | 30               | 20               | 10 | 7                    | 17                   | 18                   |                      |                      |
| 2007-2008  | Bears de Hershey                         | LAH        | 4  | 0                | 0                | 0                | 0                | -                | -  | -                    | -                    | -                    |                      |                      |
| 2008-2009  | Stingrays de la Caroline du Sud          | ECHL       | 71 | 26               | 62               | 88               | 46               | 19               | 4  | 18                   | 22                   | 12                   |                      |                      |
| 2008-2009  | Bears de Hershey                         | LAH        | 1  | 0                | 1                | 1                | 0                | -                | -  | -                    | -                    | -                    |                      |                      |
| 2009-2010  | Stars du Texas                           | LAH        | 80 | 21               | 31               | 52               | 30               | 24               | 4  | 12                   | 16                   | 6                    |                      |                      |
| 2010-2011  | Stars du Texas                           | LAH        | 64 | 21               | 24               | 45               | 30               | 6                | 3  | 4                    | 7                    | 0                    |                      |                      |
| 2010-2011  | Stars de Dallas                          | LNH        | 3  | 0                | 0                | 0                | 0                | -                | -  | -                    | -                    | -                    |                      |                      |
| 2011-2012  | Stars du Texas                           | LAH        | 76 | 13               | 53               | 66               | 46               | -                | -  | -                    | -                    | -                    |                      |                      |
| 2012-2013  | Stars du Texas                           | LAH        | 59 | 12               | 32               | 44               | 14               | 7                | 0  | 3                    | 3                    | 4                    |                      |                      |
| 2013-2014  | Stars du Texas                           | LAH        | 66 | 32               | 56               | 88               | 52               | 21               | 9  | 13                   | 22                   | 12                   |                      |                      |
| 2013-2014  | Stars de Dallas                          | LNH        | 4  | 0                | 1                | 1                | 0                | -                | -  | -                    | -                    | -                    |                      |                      |
| 2014-2015  | Stars du Texas                           | LAH        | 63 | 22               | 41               | 63               | 40               | 3                | 0  | 0                    | 0                    | 0                    |                      |                      |
| 2014-2015  | Stars de Dallas                          | LNH        | 6  | 0                | 0                | 0                | 0                | -                | -  | -                    | -                    | -                    |                      |                      |
| 2015-2016  | Stars du Texas                           | LAH        | 63 | 15               | 39               | 54               | 36               | 4                | 0  | 1                    | 1                    | 8                    |                      |                      |
| 2016-2017  | Stars du Texas                           | LAH        | 72 | 21               | 34               | 55               | 42               | -                | -  | -                    | -                    | -                    |                      |                      |
| 2017-2018  | Stars du Texas                           | LAH        | 75 | 10               | 51               | 61               | 36               | 22               | 7  | 8                    | 15                   | 16                   |                      |                      |
| 2018-2019  | Stars du Texas                           | LAH        | 68 | 8                | 24               | 32               | 34               | -                | -  | -                    | -                    | -                    |                      |                      |
| Totaux LNH | Totaux LNH                               | Totaux LNH | 13 | 0                | 1                | 1                | 0                | -                | -  | -                    | -                    | -                    |                      |                      |

## Trophées et honneurs personnels
- 2006-2007 : nommé dans la deuxième équipe d'étoiles de la WCHA.
- 2008-2009 :
  - nommé dans la première équipe d'étoiles de l'ECHL.
  - nommé joueur au meilleur esprit sportif de l'ECHL.
  - champion de la Coupe Kelly avec les Stingrays de la Caroline du Sud.
- 2013-2014 :
  - nommé dans la première équipe d'étoiles de la LAH.
  - remporte le trophée John-B.-Sollenberger du meilleur pointeur de la LAH.
  - remporte le trophée Les-Cunningham du meilleur joueur de la LAH.
  - champion de la Coupe Calder avec les Stars du Texas.
  - remporte le trophée Jack-A.-Butterfield du meilleur joueur des séries éliminatoires.
  - participe au Match des étoiles de la LAH.
- 2015-2016 : participe au Match des étoiles de la LAH.